# Свети Архангел Михаил (Горно Ораново)
Вижте пояснителната страница за други значения на Свети Архангел Михаил.
„Свети Архангел Михаил“ е възрожденска църква в квартала на българския град Симитли Горно Ораново, част от Неврокопската епархия на Българската православна църква. Обявена е за паметник на културата.

## Архитектура
Църквата е построена през втората половина на ХІХ век. В архитектурно отношение представлява трикорабна псевдобазилика с полуцилиндрична апсида, балкон, притвор и външна галерия. Градежът е от необработени камъни, споени с кал, като фасадните фуги са замазани. Покривът на храма е двускатен, със скосени гибели. В 1904 църквата е частично разрушена от Крупнишкото земетресение. На следната 1905 година е възстановена и на западната ѝ стена е пристроена камбанария.

## Интериор
В интериора трите кораба са разделени от 3 двойки дървени, измазани колони. Таваните са облицовани с оцветени дъски, а в оформени с летви квадрати има изписани звезди. В кръгъл медальон на централния таван е изписан Христос Вседържител. Украсата е в централния кораб. Горният пояс е от обшити дъски в зелено и жълно, на които са изписани букети. Дело е на опитен майстор и датира от времето на строежа на църквата. Във втория пояс върху мазилка е изписана лозница, като между гроздовете има райски птици и херувими. В третия пояс над колонадите има изображения на четиримата евангелисти в кръгли медальони. Между медальоните и по арките има изрисувани сини и червени аканти и розови цветове. Зографите са двама, самоуки и изписването е от втората половина на XIX век.
Иконостасът има 11 иконни полета и 3 врати. В горната му част няма вертикални акценти. В реда на празничните икони има 21 отвора. Иконостасът по-късно е боядисан в светлосиньо-сиво. Владишкият трон е частично резбован по кръжилата.
Около 1958 година храмът е изоставен и инвентарът му е пренесен в „Рождество Богородично“ в Симитли.